# كلارا دوتي بيتس
كلارا دوتي بيتس (بالإنجليزية: Clara Doty Bates)‏ هي كاتبة للأطفال وكاتِبة وشاعرة أمريكية، ولدت في 1838 في آن آربر في الولايات المتحدة، وتوفيت في 1895 في شيكاغو في الولايات المتحدة.